# 古家正亨
古家 正亨（ふるや まさゆき、1974年5月22日 - ）は、北海道北見市出身のラジオDJでテレビVJ、K-POP評論家。サンミュージック所属。
血液型O型。身長179cm。北海道北見北斗高等学校、北海道医療大学看護福祉学部卒業。
2010年上智大学大学院文学研究科新聞学専攻前期博士課程修了。韓国人シンガーソングライターのHermin（ホミン／Mina Furuya）は妻。

## 来歴・人物
北海道医療大学に進学し、音楽療法を専攻し様々なジャンルの音楽に触れる。1995年大学在学中に北海道のラジオ局FM NORTH WAVEの深夜番組「Dreams Come Soon」でプロDJとしてデビュー。
大学卒業後、カナダのBrock Universityに留学。留学先で韓国人が多く日韓の歴史に対する無知さを実感し、また韓国人の友人から貰ったTOY（ユ・ヒヨル）のCDの洗練さに衝撃を受けたこともあり、1997年から1999年まで韓国・ソウルに移り、高麗大学校へ留学する。
帰国後、FM NORTH WAVE他、東京のInterFM、大阪のFM COCOLOといった外国語FMラジオ局で活躍。2001年にFM NORTH WAVEで日本でいち早くK-POP専門番組「BEATS OF KOREA」を立ち上げたことで知られ、日本におけるK-POPの第一人者と呼ばれることが多い。
韓流ブーム以前から韓国大衆文化に関わる仕事をしていたため、イベントMCも数多くこなし、2003年11月にソウルで行われたペ・ヨンジュンのファンミーティングMCを皮切りに、韓国アーティスト・俳優・女優・文化人などのMCを担当。コロナ禍前には年平均200回以上のイベントMCを務めることもあった。
一方で、MTV KOREA（現SBS MTV）のJ-POP番組「MTV J-BEAT」で日本人初のテレビVJとして採用され、韓国KBSワールドラジオでは2002年から2013年3月まで「SUNDAY MUSIC POWER」と共同制作コーナーのDJを担当するなど月1回以上の渡韓をし、古家が渡韓した回数は20年間で400回以上に及ぶ。
執筆業においても雑誌・Web等の連載や書籍だけではなく、多数のK-POPアーティストの歌詞の翻訳やプレスリリースなどを担当。
これらの功績が認められ、2009年に韓国政府から日本人としては初めて日本におけるK-POP普及に貢献したとして「韓国政府褒章文化体育観光部長官褒章」を受章した。
2011年10月に「江原道観光広報大使」に任命され、2018年に行われる江原道内「平昌（ピョンチャン）冬季オリンピック」の日本での広報イベントにも多数出演する。
また「Lマガジン」（現「Meets Regional」）のコラム連載やFM COCOLOの番組内に「家電なう」というコーナーを立ち上げ、ニコニコチャンネル「古家正亨のフル新聞フル雑誌」(-2018年5月30日)内の「古家の引き出し～家電編～」で自前の家電製品を解説するなど「家電おたく」としても知られる。
2015年1月30日、日本における韓国コンテンツ産業のさらなる発展と韓国コンテンツファンへの理解促進を図るため、日本で韓国コンテンツ取扱企業及び個人の優秀な活動を表彰する「2015 KoCoLo Awards」で功労賞を受賞。
2020年には妻・Herminと共にYouTubeチャンネル「ふるやのへや」を立ち上げ、YouTuberとして韓国や韓国のエンタメにかかわる情報を発信している。
韓国エンタメファンであれば、一度は名前や顔を観たことがある存在として知られる。

## 資格・表彰等
- 韓国大衆文化ジャーナリスト
- 韓国観光名誉広報大使（2008年6月〜）
- 京畿道世界陶磁ビエンナーレ2009広報親善大使
- 韓国農水産物流通公社広報大使
- 韓国観光公社　韓流マーケティング委員会　委員
- 韓国政府褒章　文化体育観光部長官褒章授章（2009年10月）
- 韓国江原道観光広報大使（2011年10月〜）
- 2015　KoCoLo Awards 功労賞受賞（2015年1月30日）
- 産業カウンセラー
- 認定心理士
- 上智大学大学院 文学研究科新聞学専攻前期博士課程修了
- K-POPレーベル「OLDHOUSE」主宰
- オールドハウス株式会社　代表取締役

## 出演

### ラジオ
- Colors Of Korea（NORTH WAVE）
- 古家正亨 K TRACKS（ニッポン放送）
- 古家正亨のPOP★A（NHK-FM）
- CBCラジオ　＃プラス！（CBCラジオ）月1回出演
- Radio beyond Borders "K-POP & Beyond"（FM COCOLO）

### テレビ
- 古家正亨の韓流クラス（テレビ愛知）
- ハングルッ!ナビ（NHK Eテレ）※再放送あり

### Web
- Furuya's Room-ふるやのへや（YouTube）
- Kエンタメ・ラボ～古家正亨の韓流研究所～（YouTube オンライン駐日韓国文化院）
- 古家正亨のひとりMUSIC LIST（BSフジオンデマンド）
- 動画、はじめてみました『K-POP部』（テレビ朝日公式YouTube）

## 連載
- 韓流ぴあ （ぴあ）「古家正亨の韓流“考”」　（隔月連載）
- TVnavi（産経新聞出版）「古家正亨のNEWS THE K-POP」（隔月連載）
- もっと知りたい韓国ドラマ（メディアボーイ）「OST見聞録」（隔月連載）
- サンデー毎日（毎日新聞出版）「古家正亨の韓謝韓激」（月1回連載）
- 「古家さん！今月、なに見る！？」（J:COM／J:magazine!）（月1回連載）
- 「古家正亨×Kstyleコラム」（Kstyle）（毎月連載）

## 著書
- 「韓国ミュージック・ビデオ読本」（キネマ旬報）
- 「K-GENERATION〜K-POPのすべて」（DHC）
- 「韓流ガイドブック」（K-POP分野執筆）（新書館）
- 「韓流入門」（K-POP分野執筆）（ぴあ）
- 「古家正亨のALL ABOUT K-POP」（ソフトバンク・クリエイティブ）
- 「マニアックソウル〜古家正亨＆八木早希のソウルよくばり散歩」（ソウル特別市刊）非売品
- 「ふたりソウル」（TOKIMEKIパブリッシング）※ホミンと共著
- 「指さしコミックス　韓国エンタメ会話帳」（情報センター出版局）※ホミンと共著
- 「身の回りのことがスラスラ書けるようになるための　ハングル日記」（DHC）※古家正亨：ナビゲーター/ホミン：イラスト
- 「Disc Collection K-POP」（シンコーミュージック・エンターテインメント）
- 「韓国の暮らしと文化を知るための70章（K-POP分野執筆）」（明石出版）
- 「韓国・朝鮮の知を読む（執筆者）」（CUON）
- 「古家正亨の韓流塾」（ぴあ）
- 「韓式ふたりごはん～常備菜と日々のごちそう」（メイツ出版）【妻ホミンと共著】
- 「やさしい韓国ごはん」（日東書院本社）【妻ホミンと共著】
- 「パパのかえりがおそいわけ」（岩崎書店）【キム・ヨンジン 作・絵／訳 古家正亨／Mina Furuya】
- 「K-POPバックステージパス」（イースト・プレス）
- 「BEATS of KOREA いま伝えたいヒットメイカーの言葉たち」（KADOKAWA）

## 過去の担当番組・連載
FM COCOLO
- Kansai Today 765
- Han-Style

FM NORTH WAVE
- DREAMS COME SOON（DJデビュー番組）
- WEEKEND JUNGLE
- FRIDAY CHICKEN SOUP
- GOODFUL MORNIN'
- Active Line (月・水)
- MORNING SCOPE(月~木)
- 8090
- Beats-Of-Korea

その他
- ニュース探究ラジオ Dig（TBSラジオ、2010年4月16日）東方神起について電話ゲスト
- K-POP ヴィンテージ（KNTV　SKYPerfecTV! ch331）
- KOREA ENTERTAINMENT SPECIAL K GENERATION（日17:00-18:00 InterFM）
- SUNDAY MUSIC POWER（日、韓国KBSワールドラジオ日本語放送）
- 東海ラジオ「「マシヌンコリア」パーソナリティー（毎週日曜日 11:00-11：30）
- 毎日放送ポッドキャスト「チャムケンチャナヨ!韓国語」（2008年4月14日-2011年3月28日）[7]
- KBS WORLD「輪!K-POP]」（毎週月・水曜日放送（本放送） 火・木曜日（再放送）17:30-18:30）
- BSフジ「BSフジ×DATVスペシャルコラボ『韓流＆K-POP　NOW!!』]」2011年4月23日（土）14:30-15:55（隔月レギュラー）
- BSジャパン「MADE IN BS Japan」毎週水曜日18:00-18:55
- Mnet「古家正亨のMusic Files」毎週水曜日19:00-20:00
- BSジャパン「プレミアムコリア 韓流ファクトリー」毎週金曜日10:00-11:00
- TOKYO MX「週刊 韓スタイル」（毎週月曜日 22:30-23:00）
- MBC USTREAM「古家正亨の韓流のススメ」（毎週水曜日 14:00-15:00）
- フジテレビTWO「韓タメPOP」コメンテーター担当（毎週土曜日12:00-12:30）
- BSスカパー!「韓流アワー」MC（毎週日曜日 9:00-）
- InterFM「K-GENERATION」構成、DJ
- BS11「韓ラブ」 メインMC
- 「CHOA」（日刊スポーツ）⇒コーナー「韓ラブMC古家正亨のイチ押し」
- 韓国専門着うたフルサイト『K-POP♪フル』コラム（携帯電話サイト）
- 韓流日和　POP韓　スカパー 「古家正亨のイチ絵見せます」
- 読売新聞夕刊 「古家正亨の韓流NOW」（4週に1度の月曜日 月1連載）※東京を中心とした関東のみでの発売
- BSスカパー!「第1話みせます!」MC担当（毎週日曜日 午前中）
- InterFM897「Refill Korea!」(毎週金曜日 23：00 - 23：30)
- ニコチャン「古家正亨のフル新聞フル雑誌」MC担当（月2回生配信）
- BS11「古家正亨の韓ラブ☆プチ」MC担当（毎週木・金曜日 午後5時55分～6時00分）
- CROSS FM「K-story」（毎週土曜日 18:00 - 19:00)
- haru*hana（東京ニュース通信社）「教えてフルッパ！」（毎月連載）
- FM NACK5「JJANG! KOREA」（毎週土曜日 21:30 - 22:00）
- 東海テレビ「モエヨ?! K-POP」MC担当（毎週水曜　26：40～27：10）
- CROSS FM「新韓流NOW」(毎週土曜日 18:30 - 19:00)
- CROSS FM「深発見、KOREA！」（毎週土曜 18：30-19：00）
- テレビ愛知「情報ステーションはちまるまる」（毎週月～金曜 あさ8：00-8：15）
- 「韓流15周年記念」特別WEB番組『古家正亨の韓ドラホテル～コンシェルジュにお任せ～』]」MC担当
- CROSS FM「これ韓～あなたもこれで韓国通～(毎週土曜日 18:30 - 19:00)
- InterFM897「TALKIN’ ON SUNDAY」（毎週日曜日 7:00 - 8:00）
- NHKラジオ第2「まいにちハングル講座」（毎週金曜 8：00 - 8：15)【再放送あり】
- MタメBANG！（毎月第1・第3 日曜 13：30 - 14：00）
- MUSIC LIST-OSTって何？（毎週日曜 20：30 - 21：00、BSフジ）